# Chera
Chera, chera australijska (Cheramoeca leucosterna) – gatunek małego ptaka z rodziny jaskółkowatych (Hirundinidae), jedyny przedstawiciel rodzaju Cheramoeca. Zamieszkuje Australię. Nie wyróżnia się podgatunków.
Morfologia
Samice jak i samce mają białą głowę, podgardle oraz kark; czarny brzuch, skrzydła oraz ogon. Długość ciała 15 cm, masa ciała 12–16 g.
Ekologia i zachowanie
Ptak ten zamieszkuje tereny suche oraz piaszczyste. Żywi się owadami, na które poluje w locie.
Samica znosi 4–6 jaj, które są wysiadywane przez oboje rodziców przez 15 dni.
Status
IUCN uznaje cherę za gatunek najmniejszej troski (LC, Least Concern) nieprzerwanie od 1988 (stan w 2020). Liczebność populacji nie została oszacowana, ale ptak ten opisywany jest jako zazwyczaj pospolity. Trend liczebności populacji uznawany jest za rosnący.